# باتا (روستا)
باتا (به بلغاری: Bata) یک منطقهٔ مسکونی در بلغارستان است که در پوموریه واقع شده‌است.